# Группа (математика)
Гру́ппа — множество, на котором определена ассоциативная бинарная операция, причём для этой операции имеется нейтральный элемент (аналог единицы для умножения), и каждый элемент множества имеет обратный.
Раздел общей алгебры, занимающийся группами, называется теорией групп.
Один из примеров группы — множество целых чисел, снабжённое операцией сложения: сумма любых двух целых чисел также даёт целое число, роль нейтрального элемента играет ноль, а число с противоположным знаком является обратным элементом.
Другие примеры — множество вещественных чисел с операцией сложения, множество вращений плоскости вокруг начала координат.
Благодаря определению группы через систему аксиом, не привязанной к специфике её элементов, создан универсальный аппарат для изучения широкого класса математических объектов самого разнообразного происхождения с точки зрения общих свойств их структуры.
Вездесущность групп в математике и за её пределами делает их важнейшей конструкцией в современной математике и её приложениях.
Группа фундаментально родственна понятию симметрии и является важным инструментом в изучении всех её проявлений. Например, группа симметрии отражает свойства геометрического объекта: она состоит из множества преобразований, оставляющих объект неизменным, и операции комбинирования двух таких преобразований, следующих друг за другом. Такие группы симметрии, как точечные группы симметрии, помогают понять явление молекулярной симметрии в химии; группа Пуанкаре характеризует симметрию физического пространства-времени, а специальные унитарные группы применяются в стандартной модели физики элементарных частиц.
Понятие группы ввёл Эварист Галуа, изучая многочлены в 1830-е годы.
Современная теория групп является активным разделом математики. Один из наиболее впечатляющих результатов достигнут в классификации простых конечных групп, которая была завершена в 1981 году: доказательство теоремы составляет десятки тысяч страниц сотен научных статей более ста авторов, опубликованных с 1955 года, но статьи продолжают появляться из-за обнаруживаемых пробелов в доказательстве. С середины 1980-х годов значительное развитие получила геометрическая теория групп, изучающая конечно-порождённые группы как геометрические объекты.

## Определение
Множество {\displaystyle G} с заданной на нём бинарной операцией {\displaystyle {*}}: {\displaystyle \mathrm {G} \times \mathrm {G} \rightarrow \mathrm {G} } называется группой {\displaystyle (\mathrm {G} ,*)}, если выполнены следующие аксиомы:
1. ассоциативность: {\displaystyle \forall (a,b,c\in G)\colon (a*b)*c=a*(b*c)};
2. наличие нейтрального элемента: {\displaystyle \exists e\in G\quad \forall a\in G\colon (e*a=a*e=a)};
3. наличие обратного элемента: {\displaystyle \forall a\in G\quad \exists a^{-1}\in G\colon (a*a^{-1}=a^{-1}*a=e)}.

Последние две аксиомы можно заменить одной аксиомой существования операции обратной {\displaystyle *}:

{\displaystyle \forall (a,b\in G)\quad \exists (x,y\in G)\colon (a*x=b)\land (y*a=b)}.

При этом вышеприведённые аксиомы не являются строго минимальными. Для существования нейтрального и обратного элементов достаточно наличия левого нейтрального элемента и левого обратного элемента. При этом можно доказать, что они автоматически будут обычным нейтральным и обратным элементами.

### Связанные определения
- В общем случае от группы не требуется выполнения свойства коммутативности.
  - Пары элементов {\displaystyle a,\;b}, для которых выполнено равенство {\displaystyle a*b=b*a}, называются перестановочными или коммутирующими.
  - Множество элементов, перестановочных со всеми элементами группы, называется центром группы.
  - Группа, в которой любые два элемента коммутируют, называется коммутативной или абелевой.
- Подгруппа — подмножество {\displaystyle H} группы {\displaystyle G}, которое является группой относительно операции, определённой в {\displaystyle G}.
- Порядок группы {\displaystyle (G,*)} — мощность {\displaystyle G} (то есть число её элементов).
  - Если множество {\displaystyle G} конечно, то группа называется конечной.
- Гомоморфизмы групп — это отображения групп, которые сохраняют групповую структуру. То есть отображение групп {\displaystyle f\colon (G,*)\to (H,\times )} называется гомоморфизмом, если удовлетворяет условию {\displaystyle f(a*b)=f(a)\times f(b)}.
- Две группы называются изоморфными, если существуют гомоморфизм групп {\displaystyle f\colon (G,*)\to (H,\times )} и гомоморфизм групп {\displaystyle g\colon (H,\times )\to (G,*)}, такие что {\displaystyle f(g(a))=a} и {\displaystyle g(f(b))=b}, где {\displaystyle b\in G} и {\displaystyle a\in H}. В этом случае эти гомоморфизмы называются изоморфизмами.
- Для элемента {\displaystyle g\in G} левый смежный класс по подгруппе {\displaystyle H} — множество {\displaystyle gH=\{gh\mid h\in H\}}, правый смежный класс по подгруппе {\displaystyle H} — множество {\displaystyle Hg=\{hg\mid h\in H\}}.
- Нормальная подгруппа — подгруппа особого типа, левый и правый смежные классы по которой совпадают. Для любого {\displaystyle g\in G}, {\displaystyle gH=Hg}.
- Факторгруппа — множество смежных классов группы по её нормальной подгруппе, само являющееся группой.

## Стандартные обозначения

### Мультипликативная запись
Обычно групповую операцию называют (абстрактным) умножением; тогда применяется мультипликативная запись:
- результат операции называют произведением и записывают {\displaystyle a\cdot b} или {\displaystyle ab};
- нейтральный элемент обозначается «{\displaystyle 1}» или {\displaystyle e} и называется единицей;
- обратный к {\displaystyle a} элемент записывается как {\displaystyle a^{-1}}.

Если групповая операция именуется умножением, то саму такую группу {\displaystyle \mathrm {G} } при этом называют мультипликативной и при полном способе записи (когда хотят явно указать групповую операцию) обозначают так: {\displaystyle (\mathrm {G} ,\cdot )}.
Кратные произведения {\displaystyle aa}, {\displaystyle aaa}, {\displaystyle ...} записывают в виде натуральных степеней {\displaystyle a^{2}}, {\displaystyle a^{3}},{\displaystyle ...}. Для элемента {\displaystyle a} корректно определена целая степень, записывается следующим образом: {\displaystyle a^{0}=e}, {\displaystyle a^{-n}=(a^{-1})^{n}}.

### Аддитивная запись
В коммутативной группе определяющая операция часто рассматривается как (абстрактное) сложение и записывается аддитивно:
- пишут «{\displaystyle a+b}» и называют получившийся элемент суммой элементов {\displaystyle a} и {\displaystyle b};
- нейтральный элемент обозначают как «{\displaystyle 0}» и называют его нулём;
- обратный элемент к {\displaystyle a} обозначают как «{\displaystyle -a}» и называют его противоположным к {\displaystyle a} элементом;
- запись сокращают следующим образом: {\displaystyle a+(-b)=a-b};
- выражения вида {\displaystyle a+a}, {\displaystyle a+a+a},{\displaystyle -a-a} обозначают символами {\displaystyle 2a}, {\displaystyle 3a}, {\displaystyle -2a}.

Если групповая операция именуется сложением, то саму такую группу {\displaystyle \mathrm {G} } при этом называют аддитивной и при полном способе записи обозначают так: {\displaystyle (\mathrm {G} ,+)}.
Этот термин относится только к способу записи операции в группе; он полезен, когда на множестве задано несколько операций. Например, можно говорить об аддитивной группе вещественных чисел или о мультипликативной группе положительных вещественных чисел. Кроме того, встречаются случаи, когда аддитивная группа изоморфна мультипликативной (см. Корни из единицы).

## Примеры
- Множество всех рациональных чисел, кроме нуля, с операцией умножения является группой.

Группы применяются в различных областях математики. Например, в топологии, с введением понятия фундаментальной группы.
Помимо теоретического применения групп существует множество способов применения групп на практике. К примеру, они применяются в криптографии, которая опирается на вычислительную теорию групп и знания в области алгоритмов.
Применение теории групп не ограничивается только математикой, её широко используют в таких науках как физика, химия и информатика.
- Целые числа по модулю {\displaystyle n} — результатом сложения по модулю {\displaystyle n} является остаток суммы при делении на {\displaystyle n}. Множество целых чисел от {\displaystyle 0} до {\displaystyle n-1} образует группу с этой операцией. Нейтральный элемент — {\displaystyle 0}, обратный элемент к {\displaystyle a\neq 0} является число {\displaystyle n-a\equiv -a{\pmod {n}}}. Наглядным примером такой группы

могут быть часы с циферблатом.
- Целые числа с операцией сложения. {\displaystyle (\mathbb {Z} ,+)} — коммутативная группа с нейтральным элементом {\displaystyle 0}. Целые числа с операцией умножения не будут образовывать группу. Замкнутость, ассоциативность и существование нейтрального элемента будет иметь место, но не выполнится аксиома о существовании обратного элемента. Например, {\displaystyle a=2}, тогда {\displaystyle a\cdot b=1} то есть {\displaystyle b=1/2}. Обратный элемент не является целым числом[12].
- Положительные рациональные числа с операцией умножения. Произведение рациональных чисел — снова рациональное число, обратный элемент к рациональному числу представляется обратной дробью, имеется ассоциативность, а нейтральным элементом является единица[12].
- Свободная группа с двумя образующими ({\displaystyle F_{2}}) состоит из пустого слова (единица группы) и всех конечных слов из четырёх символов {\displaystyle a}, {\displaystyle a^{-1}}, {\displaystyle b} и {\displaystyle b^{-1}} таких, что {\displaystyle a} не появляется рядом с {\displaystyle a^{-1}} и {\displaystyle b} не появляется рядом с {\displaystyle b^{-1}}. Операция умножения таких слов — это просто соединение двух слов в одно с последующим сокращением пар {\displaystyle aa^{-1}}, {\displaystyle a^{-1}a}, {\displaystyle bb^{-1}} и {\displaystyle b^{-1}b}[13].
- Симметрическая группа. Множество всех биекций конечного множества в себя с операцией композиции является конечной группой, которая называется симметрической группой, или группой перестановок. Мощность конечной симметрической группы {\displaystyle S_{n}} для множества из {\displaystyle n} элементов равна {\displaystyle n!}. При {\displaystyle n\geq 3} эта группа не является абелевой[14]. Любая конечная группа является подгруппой некоторой симметрической группы (теорема Кэли)[12][15].

- Циклические группы состоят из степеней {\displaystyle \langle a\rangle =\{a^{n}\mid n\in \mathbb {Z} \}} одного элемента {\displaystyle a}. Элемент {\displaystyle a} называется образующим циклической группы. Циклические группы всегда коммутативны. Примером такой группы являются уже упомянутые целые числа по сложению. Циклической будет группа, состоящая из {\displaystyle n} комплексных корней из единицы, то есть группа комплексных чисел {\displaystyle z}, удовлетворяющих условию {\displaystyle z^{n}=1} и операции умножения комплексных чисел[16]. Мультипликативная конечная группа {\displaystyle (\mathrm {G} ,\cdot )} также является циклической. Например, {\displaystyle 3} является образующим элементом группы {\displaystyle \mathrm {G} } при {\displaystyle n=5}:

{\displaystyle {\begin{aligned}3^{1}&\equiv 3{\pmod {5}}\\3^{2}&\equiv 4{\pmod {5}}\\3^{3}&\equiv 2{\pmod {5}}\\3^{4}&\equiv 1{\pmod {5}}\,\end{aligned}}}
- Группа кубика Рубика — подгруппа симметрической группы {\displaystyle S_{48}}, элементы которой соответствуют преобразованиям кубика Рубика. Композиция двух преобразований снова является преобразованием, для каждого преобразования существует обратный элемент, имеется ассоциативность и нейтральный элемент[17].
- Группы Галуа. Были введены в математику для решения в радикалах полиномиальных уравнений от одной переменной. Например, решение квадратного уравнения {\displaystyle ax^{2}+bx+c=0} даёт корни: {\displaystyle x={\frac {-b\pm {\sqrt {b^{2}-4ac}}}{2a}}.} Подобные формулы есть для уравнений третьей и четвёртой степени, но не существуют для уравнений степени {\displaystyle 5} и выше[18].

## Простейшие свойства
- Для каждого элемента {\displaystyle a} обратный элемент {\displaystyle a^{-1}} единственен.
- Нейтральный элемент единственен:
Если {\displaystyle e_{1},e_{2}}— нейтральные, то {\displaystyle e_{1}\cdot e_{2}=e_{1}=e_{2}\cdot e_{1}=e_{2}=e_{1}}.
- {\displaystyle (a^{m})^{n}=a^{mn}}.
- {\displaystyle (a^{-1})^{-1}=a}.
- {\displaystyle a^{m+n}=a^{m}\cdot a^{n}}.
- {\displaystyle e^{n}=e}, для любого {\displaystyle n\in \mathbb {Z} }[9].
- {\displaystyle (ab)^{-1}=b^{-1}a^{-1}}.
- Верны законы сокращения:
{\displaystyle c\cdot a=c\cdot b\Leftrightarrow a=b},
{\displaystyle a\cdot c=b\cdot c\Leftrightarrow a=b}.
- Обратный элемент к нейтральному есть сам нейтральный элемент[19].
- Группа содержит единственное решение {\displaystyle x} любого уравнения {\displaystyle x\cdot c=b} или {\displaystyle c\cdot x=b}; то есть в группе возможны однозначно определённые правое и левое «деление»[1].
- Пересечение двух подгрупп группы {\displaystyle \mathrm {G} } есть подгруппа группы {\displaystyle \mathrm {G} }[20].
- Теорема Лагранжа: если {\displaystyle \mathrm {G} } — группа конечного порядка {\displaystyle g}, то порядок {\displaystyle g_{1}} любой её подгруппы {\displaystyle \mathrm {G_{1}} } является делителем порядка группы. Из этого следует, что и порядок любого элемента делит порядок группы[21].
- Для определения числа подгрупп в группе используются теорема Лагранжа и теоремы Силова.

## Способы задания группы
Группу можно задать:
- С помощью порождающего множества[22] и набора соотношений между его элементами;
- Факторгруппой {\displaystyle G/H}, где {\displaystyle G} — некоторая группа и {\displaystyle H} — её нормальная подгруппа[23];
- Полупрямым произведением двух групп и, в частности,
  - Прямым произведением двух групп {\displaystyle (G,\cdot )} и {\displaystyle (H,\cdot )}, то есть множеством {\displaystyle G\times H} пар, наделённым операцией покомпонентного умножения: {\displaystyle (g_{1},h_{1})\cdot (g_{2},h_{2})=(g_{1}\cdot g_{2},h_{1}\cdot h_{2})}[24];
- Свободным произведением двух групп: свободное произведение групп {\displaystyle G} и {\displaystyle H} есть группа, система образующих[25] которой есть объединение систем образующих {\displaystyle G} и {\displaystyle H}, a система соотношений[26] есть объединение систем соотношений {\displaystyle G} и {\displaystyle H}[27].

## История
Современное понятие группы сформировалось из нескольких областей математики. Первоначальной движущей силой теории групп были поиски решений алгебраических уравнений степени выше четырёх. Французский математик 19-го века Эварист Галуа, доработав исследования Руффини и Лагранжа, дал критерий разрешимости конкретного алгебраического уравнения с точки зрения группы симметрии его решений. Элементы такой группы Галуа соответствуют определённым перестановкам корней. Идеи Галуа были отвергнуты современниками и опубликованы посмертно Лиувиллем в 1846 году. Опираясь на те же работы, что и Галуа, Коши подробно исследовал группы перестановок. Впервые понятие конечной группы вводит Артур Кэли в 1854 году в своей работе «Глава по теории групп, зависящих от символического уравнения θn = 1» (англ. "On the theory of groups, as depending on the symbolic equation θn{\displaystyle =}1").
Геометрия — вторая область, где группы применялись систематически, особенно группы симметрии как часть «Эрлангенской программы» немецкого математика Феликса Клейна. После возникновения новых разделов геометрии, таких как гиперболическая и проективная геометрии, Клейн использовал теорию групп для их лучшего согласования. Дальнейшее развитие этих идей приводит к введению понятия группы Ли в математику в 1884 году.
Третья область математики, поспособствовавшая развитию теории групп, — теория чисел. Некоторые абелевы группы были неявно использованы в работе Гаусса «Арифметические исследования» (1801). В 1847 году Эрнст Куммер сделал первые попытки доказать Великую теорему Ферма с помощью групп, описывающих разложения на простые числа. В 1870 году Кронекер обобщил работы Куммера и дал близкое к современному определение конечной абелевой группе.
Обособление теории групп началось с работы Камиля Жордана «Трактат о заменах и алгебраических уравнениях» (1870). В 20 веке теория групп начала активно развиваться. Появились на свет пионерская работа Фробениуса и Бёрнсайда о представлении конечных групп, модульная теория представлений Ричарда Браура и записи Шура. Значительных успехов в изучении теории групп Ли и локально компактных групп достигли Вейль и Картан. Алгебраическим дополнением этих теорий стала теория алгебраических групп, впервые сформулированная Клодом Шевалле, позднее упоминаемая в работах Бореля и Титса.
В 1960—61 учебном году в Чикагском университете проходил год теории групп, который собрал вместе таких теоретиков как Даниель Горенстейн, Джон Томпсон и Уолтер Фейт, тем самым заложив фундамент сотрудничества большого числа математиков, которые впоследствии вывели теорему о классификации всех простых конечных групп в 1980-х годах. Этот проект превысил по своим размерам все предыдущие попытки классифицировать группы, как по длине доказательств, так и по количеству учёных, вовлечённых в эту работу. Текущие исследования направлены на упрощение классификации групп. В настоящее время теория групп продолжает активно развиваться и оказывать влияние на остальные разделы математики.

## Вариации и обобщения
- Группоид — множество с заданной на нём бинарной операцией[32].
- Квазигруппа — группоид, состоящий из некоторого множества {\displaystyle Q} и бинарной операции {\displaystyle \cdot }, такой что для любых {\displaystyle a,b\in Q} найдутся единственные элементы {\displaystyle x} и {\displaystyle y}, такие что {\displaystyle a\cdot x=b} и {\displaystyle y\cdot a=b}[33].
- Полугруппа — алгебраическая система с заданной на ней ассоциативной бинарной операцией. Множество натуральных чисел с операцией сложения образует полугруппу[34].
- Множество {\displaystyle G} с заданной на нём бинарной операцией, удовлетворяющее только первым двум аксиомам, называется моноидом. Множество нeотрицательных целых чисел с операцией сложения образуют моноид[34].

## Группы с дополнительной структурой
Многие группы одновременно обладают какой-либо другой (дополнительной) математической структурой. На языке теории категорий это — групповые объекты в категории; иными словами, это — объекты (то есть, например, множества, обладающие определённой математической структурой), для которых задан класс некоторых преобразований (именуемых морфизмами), следующих аксиомам группы. В частности, всякая группа (в ранее определённом смысле) одновременно является множеством, так что группа есть групповой объект в категории множеств Set (морфизмы в этой категории — отображения множеств).

### Кольца
Кольцо — множество {\displaystyle K}, на котором определены бинарные операции коммутативного сложения и (не обязательно коммутативного) умножения, причём относительно сложения К образует группу, а умножение связано со сложением дистрибутивным законом.
Кольцо называют коммутативным и ассоциативным, если заданная на нём операция умножения коммутативна и соответственно ассоциативна. Элемент кольца {\displaystyle 1} называется единицей, если выполнено условие: {\displaystyle a\cdot 1=1\cdot a=a}, где {\displaystyle a} — любой элемент кольца.
Числовые множества Z, Q, R являются коммутативными ассоциативными кольцами с единицей. Множество векторов с операцией векторного умножения является антикоммутативным кольцом (то есть {\displaystyle a\cdot b=-b\cdot a}) в силу свойств векторного умножения: {\displaystyle a\times b+b\times a=0}.

### Поля
Поле — коммутативное ассоциативное кольцо {\displaystyle F} с единицей, причём относительно сложения {\displaystyle F} образует группу, а ненулевые его элементы являются группой по умножению. Поле не может состоять из одного нуля. Множества рациональных и вещественных чисел являются полями. В любом поле {\displaystyle a\cdot b=0} только при {\displaystyle a=0} и/или {\displaystyle b=0}.

### Топологические группы
Некоторые топологические пространства могут быть одновременно снабжены и групповой структурой. В этом случае такое пространство может оказаться топологической группой.
Именно, топологическая группа — это группа, являющаяся одновременно топологическим пространством, причём умножение элементов группы {\displaystyle \mathrm {G} \times \mathrm {G} \rightarrow \mathrm {G} } и операция взятия обратного элемента {\displaystyle \mathrm {G} \rightarrow \mathrm {G} } оказываются непрерывными отображениями в используемой топологии. Топологические группы являются групповыми объектами в топологических пространствах Top.
Наиболее важные примеры топологических групп — это аддитивная группа вещественных чисел {\displaystyle (\mathbb {R} ,+)}, мультипликативная группа ненулевых вещественных чисел {\displaystyle (\mathbb {R^{*}} ,\cdot )}, полная линейная группа {\displaystyle GL(n)}, специальная линейная группа {\displaystyle SL(n)}, ортогональная группа {\displaystyle O(n)}, специальная ортогональная группа {\displaystyle SO(n)}, унитарная группа {\displaystyle U(n)}, специальная унитарная группа {\displaystyle SU(n)}.

### Группы Ли
Группа Ли (в честь Софуса Ли) — это группа, которая одновременно является дифференцируемым многообразием над полем K (в роли последнего могут выступать поля вещественных или комплексных чисел), причём умножение элементов группы {\displaystyle \mathrm {G} \times \mathrm {G} \rightarrow \mathrm {G} } и операция взятия обратного элемента {\displaystyle \mathrm {G} \rightarrow \mathrm {G} } оказываются гладкими отображениями (в комплексном случае требуется голоморфность введённых отображений). При этом всякая комплексная {\displaystyle n}-мерная группа Ли является одновременно вещественной группой Ли размерности {\displaystyle 2n}.
Все конкретные группы, приведённые в предыдущем подразделе в качестве примеров топологических групп, одновременно являются и группами Ли.
Естественным образом группы Ли возникают при рассмотрении непрерывных симметрий; так, группу Ли образуют изометрии вида {\displaystyle \mathrm {E} \rightarrow \mathrm {E} }, где {\displaystyle \mathrm {E} } — евклидово точечное пространство. Полученная группа, обозначаемая {\displaystyle Is(\mathrm {E} )}, является подгруппой другой группы Ли — аффинной группы пространства {\displaystyle \mathrm {E} }, обозначаемой {\displaystyle Aff(\mathrm {E} )}.
Группы Ли являются лучшими из многообразий в плане богатства имеющейся на них структуры и, как таковые, очень важны в дифференциальной геометрии и топологии. Они также играют видную роль в геометрии, математическом анализе, механике и физике.

### Научная литература
- Сагалович Ю. Л. Введение в алгебраические коды — 2-е изд. — М.: ИППИ РАН, 2010. — 320 с. — ISBN 978-5-901158-14-2
- Белоногов В. А. Задачник по теории групп. М.: Наука, 2000.
- Каргаполов М. И., Мерзляков Ю. И. Основы теории групп. М.: Наука, 1982.
- Кострикин А. И. Введение в алгебру. М.: Наука, 1977.
- Курош А. Г. Теория групп. (3-е изд.). М.: Наука, 1967.
- Холл М. Теория групп. М.: Издательство иностранной литературы, 1962.
- Gorenstein D. Finite groups. N.Y.: Harper and Row, 1968.
- Huppert B. Endliche Gruppen. I.B.: Springer, 1967.

### Популярная литература
- Александров П. С. Введение в теорию групп. — Т. 7. — («Библиотечка Квант»).
- Садовский Л., Аршинов М. Группы // Квант. — 1976. — № 10.
- Группа // Энциклопедический словарь юного математика / Сост. А. П. Савин. — М.: Педагогика, 1985. — С. 88—94. — 352 с.